# Lista de emissoras da Record
Esta é uma lista que contém as emissoras próprias e afiliadas que retransmitem a programação da Record. Além disso, a lista contém ainda as operadoras de TV por assinatura que contam com o sinal da emissora em seu line-up, as emissoras internacionais e as antigas afiliadas da rede e suas respectivas afiliações ou situações atuais.
Para a lista de emissoras que retransmitiram a programação da Record antes de 1990, veja Rede de Emissoras Independentes.

## Próprias

### Geradoras
| Emissora         | Cidade         | UF             | Canal   | Prefixo | Operada desde |
| ---------------- | -------------- | -------------- | ------- | ------- | ------------- |
| Record São Paulo | São Paulo      | São Paulo      | 7 (20)  | ZYP 302 | 1990          |
| Record Rio       | Rio de Janeiro | Rio de Janeiro | 13 (39) | ZYP 289 | 1994          |

### Filiais
| Emissora              | Cidade                       | UF                | Canal             | Prefixo | Operada desde |
| --------------------- | ---------------------------- | ----------------- | ----------------- | ------- | ------------- |
| Record Interior SP    | Franca / Ribeirão Preto      | São Paulo         | 13 (14) / 13 (28) | ZYQ 838 | 1990          |
| Record Paulista       | Bauru                        | São Paulo         | 4 (27)            | ZYB 882 | 2005          |
| Record Rio Preto      | São José do Rio Preto        | São Paulo         | 7 (42)            | ZYQ 887 | 1990          |
| Record Litoral e Vale | Santos / São José dos Campos | São Paulo         | 8 (33) / 43 (43)  | ZYB 894 | 2004          |
| Record Interior RJ    | Campos dos Goytacazes        | Rio de Janeiro    | 12 (38)           | ZYP 305 | 1997          |
| Record Minas          | Belo Horizonte               | Minas Gerais      | 2 (28)            | ZYA 736 | 1993          |
| Record Brasília       | Brasília                     | Distrito Federal  | 8 (23)            | ZYA 507 | 1993          |
| Record Goiás          | Goiânia                      | Goiás             | 4 (18)            | ZYA 572 | 1991          |
| Record Guaíba         | Porto Alegre                 | Rio Grande do Sul | 2 (21)            | ZYB 622 | 2007          |
| Record Bahia          | Salvador                     | Bahia             | 5 (21)            | ZYA 295 | 1997          |
| Record Bahia Itabuna  | Itabuna                      | Bahia             | 7 (17)            | ZYA 300 | 2013          |
| Record Belém          | Belém                        | Pará              | 10 (22)           | ZYB 204 | 1997          |
| Record Manaus         | Manaus                       | Amazonas          | 15 (14)           | RTV     | 2019          |

## Afiliadas

### Acre
| Grupo       | Emissora  | Cidade     | Canal   | Prefixo | Afiliada desde |
| ----------- | --------- | ---------- | ------- | ------- | -------------- |
| Grupo Recol | TV Gazeta | Rio Branco | 11 (36) | ZYA 202 | 2001           |

### Alagoas
| Grupo                           | Emissora    | Cidade | Canal   | Prefixo | Afiliada desde |
| ------------------------------- | ----------- | ------ | ------- | ------- | -------------- |
| Pajuçara Sistema de Comunicação | TV Pajuçara | Maceió | 11 (43) | ZYA 222 | 2006           |

### Amapá
| Grupo                           | Emissora     | Cidade | Canal   | Prefixo | Afiliada desde |
| ------------------------------- | ------------ | ------ | ------- | ------- | -------------- |
| TV Equinócio Comunicações Ltda. | TV Equinócio | Macapá | 10 (35) | RTV     | 2000           |

### Ceará
| Grupo                       | Emissora  | Cidade    | Canal  | Prefixo | Afiliada desde |
| --------------------------- | --------- | --------- | ------ | ------- | -------------- |
| Grupo Cidade de Comunicação | TV Cidade | Fortaleza | 8 (32) | ZYP 267 | 1998           |

### Espírito Santo
| Grupo                       | Emissora   | Cidade  | Canal  | Prefixo | Afiliada desde |
| --------------------------- | ---------- | ------- | ------ | ------- | -------------- |
| Rede Vitória de Comunicação | TV Vitória | Vitória | 6 (38) | ZYA 531 | 1998           |

### Maranhão
| Grupo                                    | Emissora           | Cidade           | Canal                    | Prefixo | Afiliada desde  |
| ---------------------------------------- | ------------------ | ---------------- | ------------------------ | ------- | --------------- |
| Grupo Cidade de Comunicação Grupo Rocha  | TV Cidade          | São Luís         | 6 (36)                   | ZYA 660 | 2004            |
| Sistema Nativa de Comunicação            | TV Nativa          | Imperatriz       | 13 (36)                  | RTV     | 2000            |
| Grupo Figueiredo                         | TV Cidade          | Codó             | 11 (26)                  | RTV     | Sem informações |
| TV Medeiros e Medeiros Ltda.             | TV Tropical        | Açailândia       | 11 (42)                  | RTV     | 1997            |
| Grupo Rocha                              | TV Cidade          | Bacabal          | 7 (36)                   | RTV     | 2019            |
| —                                        | TV Capital         | Balsas           | 8 (18)                   | RTV     | 2023            |
| Grupo Magnólia                           | TV Remanso         | Santa Inês       | 7 (36)                   | RTV     | 2007            |
| Sistema Pericumã de Comunicação          | TV Pericumã        | Pinheiro         | 9 (17)                   | RTV     | 2003            |
| —                                        | TVC Barra do Corda | Barra do Corda   | 12 (17) (em implantação) | RTV     | Sem informações |
| Grupo Murad                              | TV Cidade          | Coroatá          | 4 (36)                   | RTV     | 1999            |
| —                                        | TV Novo Tempo      | Santa Luzia      | 29                       | RTV     | Sem informações |
| Rádio Maracu Ltda.                       | TV Maracu          | Viana            | 11 (18) (em implantação) | RTV     | 2020            |
| Prefeitura Municipal de Presidente Dutra | TV Cidade          | Presidente Dutra | 7 (36)                   | RTV     | Sem informações |
| —                                        | TV Verdes Lagos    | Lago da Pedra    | 2 (14)                   | RTV     | Sem informações |
| Meireles & Fernandes Ltda.               | TV Nova            | Vargem Grande    | 40                       | RTV     | Sem informações |
| Sistema Rio Turiaçu de Comunicação       | TV Rio Turiaçu     | Santa Helena     | 11 (28)                  | RTV     | 2013            |
| —                                        | TV Consolação      | Colinas          | 2 (36) (em implantação)  | RTV     | Sem informações |
| Grupo Vieira da Silva                    | VTV                | Santa Rita       | 9 (20)                   | RTV     | 2011            |
| —                                        | TV Jaguarema       | Vitorino Freire  | 6 (29) (em implantação)  | RTV     | Sem informações |
| —                                        | TV Peritoró        | Peritoró         | 45                       | RTV     | Sem informações |

### Mato Grosso
| Grupo                                           | Emissora             | Cidade             | Canal                    | Prefixo | Afiliada desde |
| ----------------------------------------------- | -------------------- | ------------------ | ------------------------ | ------- | -------------- |
| Grupo Gazeta de Comunicação                     | TV Vila Real         | Cuiabá             | 10 (38)                  | ZYQ 722 | 1997           |
| Grupo Gazeta de Comunicação                     | TV Buritis           | Tapurah            | 7 (39)                   | RTV     | 2000           |
| Grupo Agora MT de Comunicação                   | TV Cidade            | Rondonópolis       | 5 (38)                   | RTV     | 2005           |
| Grupo Agora MT de Comunicação                   | TV Vale              | Tangará da Serra   | 7 (49)                   | RTV     | 1999           |
| Grupo Agora MT de Comunicação                   | TV Primavera         | Primavera do Leste | 5 (38)                   | RTV     | 1999           |
| Grupo Agora MT de Comunicação                   | TV Cidade            | Barra do Garças    | 8 (38)                   | RTV     | 1999           |
| Grupo Capital de Comunicação                    | Real TV              | Sinop              | 8 (25)                   | RTV     | 1994           |
| Rede Sorriso de Comunicação                     | TV Sorriso           | Sorriso            | 10 (45)                  | RTV     | 1998           |
| Karis Comunicações                              | TV Conquista         | Lucas do Rio Verde | 5 (38)                   | RTV     | 2016           |
| Sistema MBS de Comunicação                      | TV Nativa            | Alta Floresta      | 7 (38)                   | RTV     | 1997           |
| Grupo HMV de Comunicação                        | TV Cidade            | Nova Mutum         | 7 (39)                   | RTV     | 2018           |
| TV Guaporeí Ltda.                               | TV Guaporeí          | Pontes e Lacerda   | 8 (38)                   | RTV     | 2003           |
| Grupo Amplitude de Comunicação                  | TV Amplitude         | Juína              | 8 (38)                   | RTV     | 2004           |
| Grupo Amplitude de Comunicação                  | TV Amplitude         | Juara              | 7 (47)                   | RTV     | 1997           |
| Grupo Amplitude de Comunicação                  | TV Amplitude         | Guarantã do Norte  | 8 (38)                   | RTV     | 2009           |
| Maranata Rádio e Televisão Sistem Ltda.         | TV Miragem           | Peixoto de Azevedo | 11 (38)                  | RTV     | 1993           |
| Orlando Cardoso Chaves Ltda.                    | TV Água Boa          | Barra do Bugres    | 9 (42)                   | RTV     | 1998           |
| Grupo Nova Visão de Comunicação                 | TV Nova Visão        | Colíder            | 5 (39)                   | RTV     | 2008           |
| Sistema Querência de Comunicação                | TV Querência         | Querência          | 12 (38) (em implantação) | RTV     | 2010           |
| Portal do Xingu Comunicação e Publicidade Ltda. | TV Cidade Interativa | Canarana           | 20                       | RTV     | 2022           |
| TV Cidade Água Boa Ltda.                        | TV Cidade            | Água Boa           | 49                       | RTV     | 2025           |
| Torres Net Serviços de Comunicações             | TV Ideal             | Diamantino         | 11 (39)                  | RTV     | 2009           |
| Grupo Matogrossense de Comunicação              | TV Araguaia          | Alto Araguaia      | 6 (38)                   | RTV     | 2003           |
| Grupo Matogrossense de Comunicação              | TV Itiquira          | Itiquira           | 7 (28) (em implantação)  | RTV     | 2018           |
| Grupo Matogrossense de Comunicação              | TV Taquari           | Alto Taquari       | 33                       | RTV     | 2010           |
| Padovani e Bulgarelli Comunicações              | PBC TV               | Marcelândia        | 13 (49)                  | RTV     | 2001           |
| Tupi Comunicações Ltda.                         | TV Porto             | Porto dos Gaúchos  | 13 (28) (em implantação) | RTV     | 2011           |

### Mato Grosso do Sul
| Grupo   | Emissora | Cidade       | Canal   | Prefixo | Afiliada desde |
| ------- | -------- | ------------ | ------- | ------- | -------------- |
| Rede MS | TV MS    | Campo Grande | 11 (32) | ZYA 946 | 1995           |

### Minas Gerais
| Grupo                        | Emissora     | Cidade               | Canal   | Prefixo | Afiliada desde |
| ---------------------------- | ------------ | -------------------- | ------- | ------- | -------------- |
| Grupo Paranaíba              | TV Paranaíba | Uberlândia           | 10 (28) | ZYQ 805 | 2003           |
| Sistema Leste de Comunicação | TV Leste     | Governador Valadares | 3 (31)  | ZYP 277 | 2008           |
| Grupo Bel                    | Rede Mais    | Varginha             | 11 (34) | ZYA 777 | 2014           |

### Pará
| Grupo                                           | Emissora     | Cidade                   | Canal                    | Prefixo | Afiliada desde  |
| ----------------------------------------------- | ------------ | ------------------------ | ------------------------ | ------- | --------------- |
| Sistema Guarany de Comunicação                  | TV Guarany   | Santarém                 | 15 (32)                  | RTV     | 1998            |
| Servisat Radiodifusão Ltda.                     | TV Miriti    | Abaetetuba               | 22                       | RTV     | 2021            |
| Servisat Radiodifusão Ltda.                     | TV Tocantins | Tucuruí                  | 2 (23)                   | RTV     | Sem informações |
| Sistema Vale do Tocantins de Comunicações Ltda. | TV Cametá    | Cametá                   | 26 (22)                  | RTV     | Sem informações |
| Sistema Vale do Tocantins de Comunicações Ltda. | MVTV         | Paragominas              | 16 (22)                  | RTV     | Sem informações |
| Grupo Mirante de Comunicação                    | TV Mirante   | Altamira                 | 17                       | RTV     | 2014            |
| Grupo Mirante de Comunicação                    | TV Vitória   | Vitória do Xingu         | 20                       | RTV     | 2017            |
| Itaituba Sistema de Comunicação Ltda.           | TV Itaituba  | Itaituba                 | 2 (33)                   | RTV     | Sem informações |
| Mania Comunicações Ltda.                        | TV Mania     | Bragança                 | 33                       | RTV     | 2010            |
| R.A.W. Comunicação e Publicidade Ltda.          | Marajó TV    | Breves                   | 6 (27)                   | RTV     | 2021            |
| Sistema Carajás de Comunicações Ltda.           | TV Adonai    | Redenção                 | 19 (23) (em implantação) | RTV     | Sem informações |
| Sistema Canaã de Comunicação                    | TV Serra Sul | Canaã dos Carajás        | 12 (23)                  | RTV     | 2008            |
| Brasil Maior Telecomunicações e Vídeo           | BMTV         | Tailândia                | 22                       | RTV     | Sem informações |
| Servisat Radiodifusão Ltda.                     | TV Capanema  | Capanema                 | 7 (34)                   | RTV     | Sem informações |
| Sistema Trombetas de Comunicação                | Atalaia TV   | Oriximiná                | 39 (49) (em implantação) | RTV     | 2005            |
| —                                               | TV Guajarina | São Domingos do Araguaia | 13 (23)                  | RTV     | Sem informações |

### Paraíba
| Grupo                          | Emissora   | Cidade      | Canal   | Prefixo | Afiliada desde |
| ------------------------------ | ---------- | ----------- | ------- | ------- | -------------- |
| Sistema Correio de Comunicação | TV Correio | João Pessoa | 12 (17) | ZYP 279 | 1998           |

### Paraná
| Grupo     | Emissora        | Cidade                       | Canal            | Prefixo | Afiliada desde |
| --------- | --------------- | ---------------------------- | ---------------- | ------- | -------------- |
| Grupo RIC | RIC TV Curitiba | Curitiba                     | 7 (34)           | ZYB 403 | 1995           |
| Grupo RIC | RIC TV Londrina | Londrina / Cornélio Procópio | 9 (49) / 12 (34) | ZYB 399 | 1995           |
| Grupo RIC | RIC TV Maringá  | Maringá                      | 13 (34)          | ZYB 405 | 1995           |
| Grupo RIC | RIC TV Oeste    | Toledo / Cascavel            | 7 (38)           | ZYB 412 | 1995           |

### Pernambuco
| Grupo                          | Emissora      | Cidade | Canal  | Prefixo | Afiliada desde |
| ------------------------------ | ------------- | ------ | ------ | ------- | -------------- |
| Sistema Opinião de Comunicação | TV Guararapes | Recife | 9 (39) | ZYB 309 | 2012           |

### Piauí
| Grupo     | Emissora     | Cidade   | Canal   | Prefixo | Afiliada desde |
| --------- | ------------ | -------- | ------- | ------- | -------------- |
| Grupo JET | TV Antena 10 | Teresina | 10 (34) | ZYP 285 | 1997           |

### Rio Grande do Norte
| Grupo                        | Emissora    | Cidade | Canal  | Prefixo | Afiliada desde |
| ---------------------------- | ----------- | ------ | ------ | ------- | -------------- |
| Rede Tropical de Comunicação | TV Tropical | Natal  | 8 (32) | ZYB 563 | 1997           |

### Rondônia
| Grupo                         | Emissora         | Cidade                      | Canal             | Prefixo | Afiliada desde  |
| ----------------------------- | ---------------- | --------------------------- | ----------------- | ------- | --------------- |
| Sistema Imagem de Comunicação | SIC TV           | Porto Velho / Pimenta Bueno | 11 (30) / 32 (40) | ZYB 597 | 1991            |
| Sistema Imagem de Comunicação | SIC TV Ji-Paraná | Ji-Paraná                   | 4 (30)            | RTV     | Sem informações |
| Sistema Imagem de Comunicação | SIC TV Vilhena   | Vilhena                     | 23 (30)           | RTV     | Sem informações |
| Sistema Imagem de Comunicação | SIC TV Cacoal    | Cacoal                      | 46 (29)           | RTV     | Sem informações |
| Sistema Imagem de Comunicação | SIC TV Rolim     | Rolim de Moura              | 18 (30)           | RTV     | Sem informações |
| Sistema Imagem de Comunicação | SIC TV Jaru      | Jaru                        | 48 (30)           | RTV     | Sem informações |

### Roraima
| Grupo                     | Emissora    | Cidade    | Canal                   | Prefixo | Afiliada desde  |
| ------------------------- | ----------- | --------- | ----------------------- | ------- | --------------- |
| Grupo Égia de Comunicação | TV Imperial | Boa Vista | 6 (34)                  | RTV     | 1991            |
| —                         | TV Itacutu  | Bonfim    | 3 (34) (em implantação) | RTV     | Sem informações |

### Santa Catarina
| Grupo    | Emissora           | Cidade             | Canal            | Prefixo | Afiliada desde |
| -------- | ------------------ | ------------------ | ---------------- | ------- | -------------- |
| Grupo ND | NDTV Florianópolis | Florianópolis      | 4 (30)           | ZYB 771 | 2008           |
| Grupo ND | NDTV Blumenau      | Blumenau           | 9 (30)           | ZYQ 653 | 2008           |
| Grupo ND | NDTV Chapecó       | Chapecó            | 10 (30)          | ZYB 769 | 2008           |
| Grupo ND | NDTV Criciúma      | Criciúma / Xanxerê | 25 (30) / 3 (28) | ZYQ 660 | 1995           |
| Grupo ND | NDTV Itajaí        | Itajaí             | 10 (28)          | ZYB 768 | 1995           |
| Grupo ND | NDTV Joinville     | Joinville          | 8 (30)           | ZYP 269 | 2008           |

### São Paulo
| Grupo                       | Emissora            | Cidade   | Canal  | Prefixo | Afiliada desde |
| --------------------------- | ------------------- | -------- | ------ | ------- | -------------- |
| Grupo Thathi de Comunicação | TH+ Record Campinas | Campinas | 6 (28) | ZYB 865 | 2011           |

### Sergipe
| Grupo                          | Emissora   | Cidade  | Canal  | Prefixo | Afiliada desde |
| ------------------------------ | ---------- | ------- | ------ | ------- | -------------- |
| Sistema Atalaia de Comunicação | TV Atalaia | Aracaju | 8 (35) | ZYP 305 | 2006           |

### Tocantins
| Grupo                               | Emissora           | Cidade    | Canal  | Prefixo | Afiliada desde  |
| ----------------------------------- | ------------------ | --------- | ------ | ------- | --------------- |
| Sistema de Comunicação do Tocantins | TV Jovem           | Palmas    | 7 (18) | RTV     | 2007            |
| Sistema de Comunicação do Tocantins | TV Jovem Araguaína | Araguaína | 6 (46) | RTV     | Sem informações |
| Sistema de Comunicação do Tocantins | TV Jovem Gurupi    | Gurupi    | 3 (42) | RTV     | Sem informações |

## Retransmissoras

### Amapá
Retransmissoras da rede
| Cidade         | Canal  |
| -------------- | ------ |
| Oiapoque       | 2 VHF  |
| Serra do Navio | 11 VHF |

### Bahia
Retransmissoras da rede
| Cidade    | Canal  |
| --------- | ------ |
| Cafarnaum | 11 VHF |

### Mato Grosso
Retransmissoras da rede
| Cidade                     | Canal analógico | Canal digital           |
| -------------------------- | --------------- | ----------------------- |
| Araputanga                 | 9 VHF           | —                       |
| Campinápolis               | 12 VHF          | —                       |
| Castanheira                | 9 VHF           | —                       |
| Denise                     | 13 VHF          | —                       |
| General Carneiro           | 9 VHF           | —                       |
| Guiratinga                 | 10 VHF          | 38 UHF (em implantação) |
| Itaúba                     | 3 VHF           | —                       |
| Nortelândia                | 6 VHF           | —                       |
| Nova Bandeirantes          | 11 VHF          | —                       |
| Nova Marilândia            | 9 VHF           | —                       |
| Nova Monte Verde           | 13 VHF          | —                       |
| Poxoréu                    | 7 VHF           | —                       |
| São Félix do Araguaia      | 8 VHF           | —                       |
| São José dos Quatro Marcos | 4 VHF           | —                       |

### Pará
Retransmissoras da rede
| Cidade          | Canal analógico | Canal digital           |
| --------------- | --------------- | ----------------------- |
| Abaetetuba      | 6 VHF           | —                       |
| Abel Figueiredo | —               | —                       |
| Breves          | 6 VHF           | —                       |
| Faro            | 40 UHF          | —                       |
| Moju            | 12 VHF          | —                       |
| Rio Maria       | 7 VHF           | —                       |
| Tucumã          | 12 VHF          | —                       |
| Tucuruí         | 2 VHF           | 23 UHF                  |
| Xinguara        | 2 VHF           | 28 UHF (em implantação) |

### Pernambuco
Retransmissoras da rede
| Cidade              | Canal |
| ------------------- | ----- |
| Fernando de Noronha | 4 VHF |

### Sergipe
Retransmissoras da rede
| Cidade | Canal |
| ------ | ----- |
| Carira | 9 VHF |

## Via satélite

### Digital
Usuários de antena parabólica digital só podem assistir com um receptor compatível com o sistema SAT HD Regional ou com o sistema Nova Parabólica, que requer um cartão de decodificação. Dependendo da região onde o usuário se cadastrar, há a distribuição do sinal da afiliada local que cobre aquela localidade no sinal terrestre. Do contrário, é disponiblizado o sinal de outra emissora. Nos receptores do sistema SAT HD Regional atuais, o número do canal é padronizado. Esta é uma lista que contém as emissoras próprias e afiliadas que retransmitem a programação da Record via satélite.

#### Star One D2
- Posição: 70º Oeste

| Emissora              | Frequência | Taxa de símbolos | Polarização | FEC | Canal virtual | Período de operação | Referências |
| --------------------- | ---------- | ---------------- | ----------- | --- | ------------- | ------------------- | --- |
| Banda C               |            |                  |             |     |               |                     | |
| Record                | 3876 MHz   | 7500 Ksps        | Vertical    | 2/3 | N/A           | Desde 2005          | [ 6 ] [ 7 ] |
| Banda Ku              |            |                  |             |     |               |                     | |
| SIC TV                | 11720 MHz  | 29900 Ksps       | Vertical    | 2/3 | 7             | Desde 2024          | [ 8 ] [ 9 ] [ 10 ] [ 11 ] [ 12 ] [ 13 ] [ 14 ] [ 15 ] [ 16 ] [ 17 ] [ 18 ] [ 19 ] [ 20 ] [ 21 ] [ 22 ] [ 23 ] [ 24 ] |
| TH+ Record Campinas   | 11740 MHz  | 29900 Ksps       | Horizontal  | 2/3 | 7             | Desde 2024          | [ 8 ] [ 9 ] [ 10 ] [ 11 ] [ 12 ] [ 13 ] [ 14 ] [ 15 ] [ 16 ] [ 17 ] [ 18 ] [ 19 ] [ 20 ] [ 21 ] [ 22 ] [ 23 ] [ 24 ] |
| TV Atalaia            | 11780 MHz  | 29900 Ksps       | Horizontal  | 2/3 | 7             | Desde 2025          | [ 8 ] [ 9 ] [ 10 ] [ 11 ] [ 12 ] [ 13 ] [ 14 ] [ 15 ] [ 16 ] [ 17 ] [ 18 ] [ 19 ] [ 20 ] [ 21 ] [ 22 ] [ 23 ] [ 24 ] |
| Record Bahia          | 11820 MHz  | 29900 Ksps       | Horizontal  | 2/3 | 7             | Desde 2024          | [ 8 ] [ 9 ] [ 10 ] [ 11 ] [ 12 ] [ 13 ] [ 14 ] [ 15 ] [ 16 ] [ 17 ] [ 18 ] [ 19 ] [ 20 ] [ 21 ] [ 22 ] [ 23 ] [ 24 ] |
| Record Belém          | 11820 MHz  | 29900 Ksps       | Horizontal  | 2/3 | 7             | Desde 2024          | [ 8 ] [ 9 ] [ 10 ] [ 11 ] [ 12 ] [ 13 ] [ 14 ] [ 15 ] [ 16 ] [ 17 ] [ 18 ] [ 19 ] [ 20 ] [ 21 ] [ 22 ] [ 23 ] [ 24 ] |
| Record Minas          | 11820 MHz  | 29900 Ksps       | Horizontal  | 2/3 | 7             | Desde 2024          | [ 8 ] [ 9 ] [ 10 ] [ 11 ] [ 12 ] [ 13 ] [ 14 ] [ 15 ] [ 16 ] [ 17 ] [ 18 ] [ 19 ] [ 20 ] [ 21 ] [ 22 ] [ 23 ] [ 24 ] |
| Record Goiás          | 11820 MHz  | 29900 Ksps       | Horizontal  | 2/3 | 7             | Desde 2024          | [ 8 ] [ 9 ] [ 10 ] [ 11 ] [ 12 ] [ 13 ] [ 14 ] [ 15 ] [ 16 ] [ 17 ] [ 18 ] [ 19 ] [ 20 ] [ 21 ] [ 22 ] [ 23 ] [ 24 ] |
| Record Guaíba         | 11820 MHz  | 29900 Ksps       | Horizontal  | 2/3 | 7             | Desde 2024          | [ 8 ] [ 9 ] [ 10 ] [ 11 ] [ 12 ] [ 13 ] [ 14 ] [ 15 ] [ 16 ] [ 17 ] [ 18 ] [ 19 ] [ 20 ] [ 21 ] [ 22 ] [ 23 ] [ 24 ] |
| Record Litoral e Vale | 11820 MHz  | 29900 Ksps       | Horizontal  | 2/3 | 7             | Desde 2023          | [ 8 ] [ 9 ] [ 10 ] [ 11 ] [ 12 ] [ 13 ] [ 14 ] [ 15 ] [ 16 ] [ 17 ] [ 18 ] [ 19 ] [ 20 ] [ 21 ] [ 22 ] [ 23 ] [ 24 ] |
| Record Manaus         | 11820 MHz  | 29900 Ksps       | Horizontal  | 2/3 | 7             | Desde 2023          | [ 8 ] [ 9 ] [ 10 ] [ 11 ] [ 12 ] [ 13 ] [ 14 ] [ 15 ] [ 16 ] [ 17 ] [ 18 ] [ 19 ] [ 20 ] [ 21 ] [ 22 ] [ 23 ] [ 24 ] |
| Record Paulista       | 11820 MHz  | 29900 Ksps       | Horizontal  | 2/3 | 7             | Desde 2023          | [ 8 ] [ 9 ] [ 10 ] [ 11 ] [ 12 ] [ 13 ] [ 14 ] [ 15 ] [ 16 ] [ 17 ] [ 18 ] [ 19 ] [ 20 ] [ 21 ] [ 22 ] [ 23 ] [ 24 ] |
| Record Rio            | 11820 MHz  | 29900 Ksps       | Horizontal  | 2/3 | 7             | Desde 2024          | [ 8 ] [ 9 ] [ 10 ] [ 11 ] [ 12 ] [ 13 ] [ 14 ] [ 15 ] [ 16 ] [ 17 ] [ 18 ] [ 19 ] [ 20 ] [ 21 ] [ 22 ] [ 23 ] [ 24 ] |
| Record Interior SP    | 11820 MHz  | 29900 Ksps       | Horizontal  | 2/3 | 7             | Desde 2023          | [ 8 ] [ 9 ] [ 10 ] [ 11 ] [ 12 ] [ 13 ] [ 14 ] [ 15 ] [ 16 ] [ 17 ] [ 18 ] [ 19 ] [ 20 ] [ 21 ] [ 22 ] [ 23 ] [ 24 ] |
| TV Antena 10          | 11820 MHz  | 29900 Ksps       | Horizontal  | 2/3 | 7             | Desde 2024          | [ 8 ] [ 9 ] [ 10 ] [ 11 ] [ 12 ] [ 13 ] [ 14 ] [ 15 ] [ 16 ] [ 17 ] [ 18 ] [ 19 ] [ 20 ] [ 21 ] [ 22 ] [ 23 ] [ 24 ] |
| TV Cidade             | 11820 MHz  | 29900 Ksps       | Horizontal  | 2/3 | 7             | Desde 2024          | [ 8 ] [ 9 ] [ 10 ] [ 11 ] [ 12 ] [ 13 ] [ 14 ] [ 15 ] [ 16 ] [ 17 ] [ 18 ] [ 19 ] [ 20 ] [ 21 ] [ 22 ] [ 23 ] [ 24 ] |
| TV Correio            | 11820 MHz  | 29900 Ksps       | Horizontal  | 2/3 | 7             | Desde 2024          | [ 8 ] [ 9 ] [ 10 ] [ 11 ] [ 12 ] [ 13 ] [ 14 ] [ 15 ] [ 16 ] [ 17 ] [ 18 ] [ 19 ] [ 20 ] [ 21 ] [ 22 ] [ 23 ] [ 24 ] |
| TV Guararapes         | 11820 MHz  | 29900 Ksps       | Horizontal  | 2/3 | 7             | Desde 2025          | [ 8 ] [ 9 ] [ 10 ] [ 11 ] [ 12 ] [ 13 ] [ 14 ] [ 15 ] [ 16 ] [ 17 ] [ 18 ] [ 19 ] [ 20 ] [ 21 ] [ 22 ] [ 23 ] [ 24 ] |
| TV Leste              | 11820 MHz  | 29900 Ksps       | Horizontal  | 2/3 | 7             | Desde 2024          | [ 8 ] [ 9 ] [ 10 ] [ 11 ] [ 12 ] [ 13 ] [ 14 ] [ 15 ] [ 16 ] [ 17 ] [ 18 ] [ 19 ] [ 20 ] [ 21 ] [ 22 ] [ 23 ] [ 24 ] |
| Record                | 11860 MHz  | 29900 Ksps       | Horizontal  | 2/3 | 7             | Desde 2022          | [ 8 ] [ 9 ] [ 10 ] [ 11 ] [ 12 ] [ 13 ] [ 14 ] [ 15 ] [ 16 ] [ 17 ] [ 18 ] [ 19 ] [ 20 ] [ 21 ] [ 22 ] [ 23 ] [ 24 ] |
| RIC TV Curitiba       | 11860 MHz  | 29900 Ksps       | Horizontal  | 2/3 | 7             | Desde 2025          | [ 8 ] [ 9 ] [ 10 ] [ 11 ] [ 12 ] [ 13 ] [ 14 ] [ 15 ] [ 16 ] [ 17 ] [ 18 ] [ 19 ] [ 20 ] [ 21 ] [ 22 ] [ 23 ] [ 24 ] |
| TV Paranaíba          | 11860 MHz  | 29900 Ksps       | Horizontal  | 2/3 | 7             | Desde 2024          | [ 8 ] [ 9 ] [ 10 ] [ 11 ] [ 12 ] [ 13 ] [ 14 ] [ 15 ] [ 16 ] [ 17 ] [ 18 ] [ 19 ] [ 20 ] [ 21 ] [ 22 ] [ 23 ] [ 24 ] |

#### Sky Brasil-1
- Posição: 43º Oeste

| Emissora           | Frequência | Taxa de símbolos | Polarização | FEC | Canal virtual | Período de operação | Referências                        |
| ------------------ | ---------- | ---------------- | ----------- | --- | ------------- | ------------------- | ---------------------------------- |
| Banda Ku           |            |                  |             |     |               |                     |                                    |
| Record Bahia       | 10922 MHz  | 30000 Ksps       | Horizontal  | 3/5 | 7             | Desde 2023          | [ 25 ] [ 26 ] [ 12 ] [ 27 ] [ 28 ] |
| Record             | 11422 MHz  | 30000 Ksps       | Vertical    | 2/3 | 7             | Desde 2023          | [ 25 ] [ 26 ] [ 12 ] [ 27 ] [ 28 ] |
| Record Guaíba      | 11510 MHz  | 30000 Ksps       | Vertical    | 2/3 | 7             | Desde 2023          | [ 25 ] [ 26 ] [ 12 ] [ 27 ] [ 28 ] |
| Record Rio         | 11510 MHz  | 30000 Ksps       | Vertical    | 2/3 | 7             | Desde 2023          | [ 25 ] [ 26 ] [ 12 ] [ 27 ] [ 28 ] |
| Record Minas       | 11550 MHz  | 30000 Ksps       | Horizontal  | 2/3 | 7             | Desde 2023          | [ 25 ] [ 26 ] [ 12 ] [ 27 ] [ 28 ] |
| NDTV Florianópolis | 11550 MHz  | 30000 Ksps       | Vertical    | 2/3 | 7             | Desde 2024          | [ 25 ] [ 26 ] [ 12 ] [ 27 ] [ 28 ] |
| Record Belém       | 11550 MHz  | 30000 Ksps       | Vertical    | 2/3 | 7             | Desde 2024          | [ 25 ] [ 26 ] [ 12 ] [ 27 ] [ 28 ] |
| Record Brasília    | 11550 MHz  | 30000 Ksps       | Vertical    | 2/3 | 7             | Desde 2023          | [ 25 ] [ 26 ] [ 12 ] [ 27 ] [ 28 ] |
| Record Goiás       | 11550 MHz  | 30000 Ksps       | Vertical    | 2/3 | 7             | Desde 2024          | [ 25 ] [ 26 ] [ 12 ] [ 27 ] [ 28 ] |
| RIC TV Curitiba    | 11550 MHz  | 30000 Ksps       | Vertical    | 2/3 | 7             | Desde 2024          | [ 25 ] [ 26 ] [ 12 ] [ 27 ] [ 28 ] |
| TV Cidade          | 11550 MHz  | 30000 Ksps       | Vertical    | 2/3 | 7             | Desde 2024          | [ 25 ] [ 26 ] [ 12 ] [ 27 ] [ 28 ] |

### Antigas transmissões

#### Analógico
| Satélite    | Posição   | Frequência                  | Filtro BW | Polarização | Observações                        | Período de operação | Referências                 |
| ----------- | --------- | --------------------------- | --------- | ----------- | ---------------------------------- | ------------------- | --------------------------- |
| Banda C     |           |                             |           |             |                                    |                     |                             |
| Star One D2 | 70º Oeste | 3880 MHz (1270 MHz Banda L) | 18 MHz    | Horizontal  | Migrou para a frequência 3860 MHz. | 1990-199?           | [ 29 ] [ 30 ] [ 31 ] [ 32 ] |
| Star One D2 | 70º Oeste | 3860 MHz (1290 MHz Banda L) | 18 MHz    | Vertical    | Migrou para a frequência 3854 MHz. | 199?-2004           | [ 29 ] [ 30 ] [ 31 ] [ 32 ] |
| Star One D2 | 70º Oeste | 3854 MHz (1296 MHz Banda L) | 18 MHz    | Vertical    | Desligado em 30 de março de 2024.  | 2004-2024           | [ 29 ] [ 30 ] [ 31 ] [ 32 ] |

#### Digital
Record Bahia Itabuna, Record Interior RJ e Record Rio Preto operaram na Banda Ku do satélite Star One D2 de 2023 a 2025.

## Cobertura internacional
| Emissora             | Localidade           | Operada desde   |
| -------------------- | -------------------- | --------------- |
| Record Internacional | Exterior             | 2002            |
| Record Américas      | América (continente) | Sem informações |
| Record Cabo Verde    | Cabo Verde (país)    | 2007            |
| Record Europa        | Europa (continente)  | 2005            |
| Record Japan         | Japão (país)         | 2008            |
| Record Madagascar    | Madagascar (país)    | 1998/2015       |
| Record Uganda        | Uganda (país)        | 2006            |
| TV Miramar           | Moçambique (país)    | 1997            |
| My Channel Africa    | África (continente)  | 2005            |

A Record, através da Record Internacional, está disponível em operadoras de TV a cabo em mais de 150 países, e dispõe de 9 canais de distribuição de sinal digital via satélite. Os canais estão localizados no Reino Unido, Portugal, Espanha, Estados Unidos, Japão, Angola, Moçambique e Cabo Verde. Nestes nove canais, além dos programas exibidos pela Record no Brasil, também são exibidos programas locais. A grade de programação varia de país para país, com o objetivo de alocar as atrações em horários apropriados, levando em conta as diferenças de fusos horários em regiões importantes e de grande concentração da comunidade brasileira.

## Antigas afiliadas
| Nome                        | Cidade                 | UF | Canal | Situação/Afiliação atual                                         | Período de afiliação |
| --------------------------- | ---------------------- | -- | ----- | ---------------------------------------------------------------- | -------------------- |
| TV Amazon                   | Portel                 | PA | 45    | Extinta                                                          | ????-2025            |
| TV Rio Xingu                | São Félix do Xingu     | PA | 7     | Extinta                                                          | ????-2025            |
| TV Carajás                  | Tucumã                 | PA | 12    | Extinta                                                          | ????-2025            |
| TV 14 de Julho              | Itupiranga             | PA | 27    | Extinta                                                          | ????-2025            |
| Record Zé Doca              | Zé Doca                | MA | 13    | Extinta                                                          | ????-2025            |
| TVC Rio Grajaú              | Grajaú                 | MA | 5     | Extinta                                                          | 2014-2025            |
| TV Rosário                  | Rosário Oeste          | MT | 7     | Extinta                                                          | 2011-2025            |
| TV Xapuri                   | Xapuri                 | AC | 7     | Extinta                                                          | 2024                 |
| TV Sucesso                  | Jataí                  | GO | 6     | Band                                                             | 2012-2024            |
| TV Minha Cidade             | Nova Monte Verde       | MT | 13    | Extinta                                                          | 2018-2023            |
| TV Portal da Amazônia       | Comodoro               | MT | 13    | Extinta                                                          | 2011-2023            |
| TV Açucena                  | Balsas                 | MA | 10    | Extinta                                                          | 2004-2023            |
| TV Cidade                   | Aripuanã               | MT | 13    | Extinta                                                          | 2007-2022            |
| TV R Gallo                  | Alta Floresta d'Oeste  | RO | 45    | RedeTV!                                                          | ????-2021            |
| TV Rio Norte                | Conceição do Araguaia  | PA | 18    | Band                                                             | ????-2021            |
| RNA TV                      | Confresa               | MT | 12    | Extinta                                                          | 2010-2021            |
| TV Paranatinga              | Paranatinga            | MT | 12    | Extinta                                                          | 2010-2021            |
| TV Colinas                  | Colinas do Tocantins   | TO | 7     | Hoje TV Norte Colinas, afiliada ao SBT                           | 2017-2020            |
| TV Capital                  | Cláudia                | MT | 9     | Extinta                                                          | 1999-2020            |
| TV Regional                 | Mirassol d'Oeste       | MT | 11    | Extinta                                                          | 1998-2020            |
| TV Vera                     | Vera                   | MT | 6     | Extinta                                                          | 1998-2020            |
| TV Cidade                   | Bom Jesus das Selvas   | MA | 17    | Extinta                                                          | ????–2020            |
| TV Castanhal                | Castanhal              | PA | 15    | TV A Crítica                                                     | 2009-2019            |
| TV Nova Esperança           | Bacabal                | MA | 7     | Extinta                                                          | 2008-2019            |
| TV A Crítica                | Manaus                 | AM | 4     | Hoje emissora independente                                       | 2007-2019            |
| TV A Crítica Parintins      | Parintins              | AM | 12    | Hoje emissora própria da TV A Crítica                            | 2007-2019            |
| TV Arinos                   | Nova Mutum             | MT | 9     | Hoje SBT Nova Mutum, afiliada ao SBT                             | 2001-2018            |
| TV Serra Pelada             | Curionópolis           | PA | 7     | Extinta                                                          | 2018                 |
| TV Vale                     | Água Boa               | MT | 10    | Extinta                                                          | 2011-2017            |
| TV Líder                    | Vargem Grande          | MA | 9     | SBT                                                              | 2010-2017            |
| TV Cidade                   | Zé Doca                | MA | 13    | RedeTV!                                                          | ????-2017            |
| TV Lago Verde               | Lago Verde             | MA | 24    | SBT                                                              | ????-2017            |
| TV Vera Cruz                | Parauapebas            | PA | 17    | Extinta                                                          | 2016-2017            |
| TV Integração               | Colniza                | MT | 5     | Extinta                                                          | 2012-2017            |
| TV Rio Verde                | Lucas do Rio Verde     | MT | 8     | SBT                                                              | 2003-2016            |
| TV Apiacás                  | Apiacás                | MT | 23    | RedeTV!                                                          | 2011-2016            |
| TV Record Novo Repartimento | Novo Repartimento      | PA | 14    | Extinta                                                          | 2015                 |
| TV Sinal Verde              | Caxias                 | MA | 3     | Hoje TV Difusora Leste, afiliada ao SBT                          | 2014-2015            |
| TV Integração               | Juruena                | MT | 11    | Extinta                                                          | 2010-2015            |
| TV Fox                      | Marabá                 | PA | 50    | Extinta                                                          | 2005-2015            |
| TV Atalaia                  | Óbidos                 | PA | 10    | RedeTV!                                                          | 2004-2015            |
| TV Cotriguaçu               | Cotriguaçu             | MT | 13    | Extinta                                                          | 2009-2014            |
| TV Pantanal                 | Cáceres                | MT | 10    | Extinta                                                          | 1998-2013            |
| TV Nativa                   | Pelotas                | RS | 18    | Hoje Top TV Pelotas, emissora própria da Top TV                  | 2008-2013            |
| TV Tribuna                  | Recife                 | PE | 4     | Band                                                             | 1998-2012            |
| TV Altamira                 | Altamira               | PA | 6     | Rede Brasil                                                      | 1999-2010            |
| TV dos Vales                | Coronel Fabriciano     | MG | 10    | Hoje InterTV dos Vales, afiliada à TV Globo                      | 2007-2008            |
| TV Pampa Norte              | Carazinho              | RS | 9     | RedeTV!                                                          | 2003-2008            |
| TV Pampa Sul                | Pelotas                | RS | 13    | RedeTV!                                                          | 2003-2008            |
| TV Pampa Centro             | Santa Maria            | RS | 4     | RedeTV!                                                          | 2003-2008            |
| TV Record Florianópolis     | Florianópolis          | SC | 6     | Hoje Record News Santa Catarina, emissora própria da Record News | 1995-2008            |
| TV Pampa                    | Porto Alegre           | RS | 4     | RedeTV!                                                          | 1997-2003; 2003-2007 |
| TV Lajeado                  | Palmas                 | TO | 2     | Extinta                                                          | 1993-2007            |
| TV Manaus                   | Manaus                 | AM | 10    | Hoje TV Norte Amazonas, afiliada ao SBT                          | 1992-2007            |
| TV São Luís                 | São Luís               | MA | 8     | RedeTV!                                                          | 1997-2004            |
| TV Pinheiro                 | Pinheiro               | MA | 11    | Band                                                             | 1998-2003            |
| TV5                         | Rio Branco             | AC | 5     | Band                                                             | 1996-2001            |
| TV Capital                  | Imperatriz             | MA | 5     | Extinta                                                          | ????-2000            |
| TV Amazônia                 | Macapá                 | AP | 13    | SBT                                                              | 1997-2000            |
| TV Tiradentes               | Juiz de Fora           | MG | 10    | Hoje TV Alterosa Zona da Mata, afiliada ao SBT                   | 1997-1999            |
| TV Amazônia                 | Santarém               | PA | 7     | Rede Super                                                       | 1992-1998            |
| TV Alvorada                 | Macapá                 | AP | 19    | Extinta                                                          | 1993-1997            |
| TV O Norte                  | João Pessoa            | PB | 10    | Hoje TV Norte Paraíba, afiliada à RedeTV!                        | 1995-1997            |
| TV Exclusiva                | Curitiba               | PR | 59    | Extinta                                                          | 1992-1995            |
| RBN Belém                   | Belém                  | PA | 4     | Hoje Boas Novas Belém, emissora própria da Boas Novas            | 1990-1995            |
| TV Real                     | Campo Verde            | MT | 7     | SBT                                                              | 1992-1993            |
| TV Pernambuco               | Caruaru                | PE | 12    | TV Cultura e TV Brasil                                           | 1991-1992            |
| TV Paraná                   | Curitiba               | PR | 6     | Hoje CNT Curitiba, emissora própria da CNT                       | 1991-1992            |
| TV Tropical                 | Londrina               | PR | 7     | Hoje CNT Tropical, emissora própria da CNT                       | 1991-1992            |
| TV Carimã                   | Cascavel               | PR | 10    | Hoje RPC Cascavel, afiliada à TV Globo                           | 1990-1992            |
| TV Icaraí                   | Maringá                | PR | 6     | Hoje TV Maringá, afiliada à Band                                 | 1991-1992            |
| TV Alvorada                 | São Mateus do Maranhão | MA | 15    | Extinta                                                          | Desconhecido         |
| TV Cidade                   | Caxias                 | MA | 5     | Extinta                                                          | Desconhecido         |
| TV Cidade                   | Nobres                 | MT | 3     | Extinta                                                          | Desconhecido         |